# Anfiteatro de Durrës
El Anfiteatro de Durrës (en albanés: Amfiteatri i Durrësit) era el anfiteatro romano de la ciudad de Dirraquio, la actual Durrës (Albania). Construido en el siglo II durante el gobierno de emperador romano Trajano, se encuentra en el centro de la ciudad y está sólo medio desenterrado. El Anfiteatro de Durrës es uno de los anfiteatros más grandes de la península de los Balcanes, una vez tuvo una capacidad de 20 000 personas, y no tiene análogos en Albania. Fue descubierto a finales de 1900 y en la actualidad se ha convertido en una popular atracción turística. El Anfiteatro de Durrës es un candidato a Patrimonio de la Humanidad. 